# 경인일보
경인일보(京仁日報)는 경기도 수원시에서 발간되는 신문이다. 수원 본사는 수원시 팔달구 인계동, 인천 본사는 인천광역시 남동구 구월동에 위치하고 있다.

## 개요
경인일보는 1945년 10월 7일 ‘대중일보’라는 제호로 인천에서 창간되었다. 제호의 ‘대중’은 ‘독자 중심주의’를 표방한 것으로 해석된다. 대중일보는 이후 1950년 9월 ‘인천신보’, 1959년 7월 ‘기호일보’, 1960년 7월 ‘경기매일신문’으로 명칭을 변경하였다.
1960년 8월에는 ‘인천신문’이 창간되었으며, 이는 경인일보의 또 다른 계보로 이어졌다. 인천신문은 1968년 8월 ‘경기연합일보’, 1970년 10월 ‘연합신문’으로 제호가 변경되었다. 세 번째 계보는 1966년 2월 창간된 ‘경기일보’였다. 1973년 9월, ‘경기매일신문’, ‘연합신문(인천신문)’, ‘경기일보’가 통합하여 ‘경기신문’이 출범하였다.
1982년 3월 1일, 경기신문은 제호를 ‘경인일보’로 변경하였으며 현재까지 사용되고 있다. ‘경(京)’은 경기도를, ‘인(仁)’은 인천시를 의미한다.

## 역사

### 3개의 뿌리, 대중일보가 시초
1945년 10월 7일 인천 궁정(현 신생동)에서 대중일보가 창간되었다. 이후 1950년 9월 인천신보로, 1957년 7월 기호일보로, 1960년 7월 경기매일신문으로 제호를 바꾸었다.
1960년 8월에는 별도로 인천신문이 창간되었으며, 1968년 8월 경기연합일보, 1970년 10월 연합신문으로 제호가 변경되었다. 이 과정에서 1969년 4월 사옥이 인천에서 수원 교동으로 이전하였다.
또한, 1966년 2월에는 경기일보가 창간되었다.
1973년 9월 경기매일신문, 연합신문, 경기일보 등 세 언론사가 통합하여 경기신문이 출범하였다.

### 경인일보 제호 탄생
1980년 12월 자회사인 ㈜경기출판사가 설립되었고, 1982년 3월 경인일보로 제호가 변경되었다. 1989년 9월 수원시 팔달구 인계동으로 사옥을 신축·이전하였으며, 같은 시기 인쇄 설비가 확충되었다.
1990년대에는 신문 제작 과정에 전산화·컬러화가 도입되었고, 1997년 7월에는 석간에서 조간으로 전환되었다. 1998년 7월에는 경기·인천 지역 언론사 가운데 처음으로 인터넷 홈페이지(www.kyeongin.com)가 개설되었다.
2000년대에는 여러 보도로 언론 관련 상을 수상하였다. 2004년에는 자회사 ㈜경기출판사가 ㈜경인M&B로 상호를 변경하였다. 2007년 11월에는 사단법인 경인발전연구원이 설립되었다.
2010년대 들어 홈페이지 개편, LED 전광판 설치, 모바일 앱 출시, 신사옥 기공 및 준공, 방송 스튜디오 완공 등 다양한 조직·기술적 변화가 있었다.
2013년 9월 1일에는 창간일을 대중일보의 시초와 연결하는 방향으로 변경하였다. 2019년 8월 1일에는 부동산·개발 전문 온라인 뉴스 「비즈엠(BizM)」이 창간되었다.
2020년 10월 창간 75주년을 맞이하였으며, 2024년 11월에는 반응형 홈페이지를 도입하였다. 2025년 10월에는 창간 80주년을 맞이하게 된다.

## 지면
- 온라인 지면 서비스는 무료로 열람 보실 수 있다.
- 주 5일제 신문을 발행, 과거 토요일 발행된 적이 있으나, 2009년 2월부터 토요일자 발행되지 않는다.[1] (※ 온라인 뉴스 서비스 계속)

## 관련 자료
- [경인일보 뿌리를 찾다·1·프롤로그다시 쓰는 경기·인천 언론史]
- [경인일보 뿌리를 찾다·2경인지역 언론약사(상) - 대중일보]
- [경인일보 뿌리를 찾다·2대중일보 주역들은(관련)]
- [경인일보 뿌리를 찾다·21950년대 경인 언론은?(관련)]
- [경인일보 뿌리를 찾다·3경인지역언론약사(하)-통제·지역독점]
- [경인일보 뿌리를 찾다·3언론史 전환점된 '경기도청사 이전']
- [경인일보 뿌리를 찾다·4'통폐합' 앞둔 언론 3사 풍경]
- [경인일보 뿌리를 찾다·4언론 통폐합(상) - 경기신문 창간 전후]
- [경인일보 뿌리를 찾다·5언론 통폐합(하) - 뒤범벅 편집국]
- [경인일보 뿌리를 찾다·5떠난자와 남은자들]
- [경인일보 뿌리를 찾다·6아픔을 딛고(상) - 통합 후 1970년대]
- [경인일보 뿌리를 찾다·6아픔을 딛고(상)-통합 후 1970년대(관련)]
- [경인일보 뿌리를 찾다·7아픔을 딛고(하) - 1980년대]
- [경인일보 뿌리를 찾다·7아픔을 딛고(하)-1980년대(관련)]
- [경인일보 뿌리를 찾다·8경인지역 언론의 뿌리는 하나]
- [경인일보 뿌리를 찾다·8경인지역 언론의 뿌리는 하나(관련)]
- [경인일보 뿌리를 찾다·9·끝 1945년 창간, 학계의 통설]
- [경인일보 창간70기획그 날 ‘광복의 빛’처럼 세상을 비추겠습니다]
- <nowiki>[경인일보 창간70기획 그때 인천 - 경인일보 탯줄]
- [경인일보 창간70기획 그때경인일보 제호 변천사]
- 1945년 10월 7일 창간 대중일보가 걸어온 길… 경기인천 지역언론의 서막 연 '지령 1호'
- [다시 대중일보를 생각하다경인지역 언론 어떻게 변모했나]
- 대중일보 뿌리둔 언론3社, 통합된 곳이 '경인일보'